# Немиро Андрій Антонович
Андрій Антонович Немиро (4 (17) березня 1909, Корець — 1995, Санкт-Петербург) — радянський астроном.
У 1934 закінчив Ленінградський університет. У 1934–1937 роках навчався в аспірантурі Пулковської обсерваторії. З 1937 і до кінця життя працював у Пулковській обсерваторії (з 1964 — завідувач відділом фундаментальної астрометрії). У 1941–1944 роках — учасник Німецько-радянської війни. У 1964–1970 роках завідував кафедрою астрономії Ленінградського університету (з 1966 — професор).
Основні наукові роботи відносяться до астрометрії. Склав перший радянський фундаментальний каталог прямих сходжень, який містив не лише положення, але і власні рухи зірок, певні з аналізу 100-річного ряду прямих сходжень, отриманих на великому Пулковському пасажному інструменті. Займався вивченням систематичних похибок фундаментальних систем та розробкою нових конструкцій інструментів для визначення положення зірок. Брав активну участь у роботах зі створення фундаментального каталогу слабких зірок і за абсолютними визначень прямих сходжень зірок Південної півкулі, які проводилися в Чилі.
У 1967–1970 роках був президентом Комісії № 8 «Позиційна астрономія» Міжнародного астрономічного союзу.
Іменем Немиро названа мала планета (4228 Немиро), відкрита Г. А. Плюгіним і Ю. А. Бєляєвим 25 липня 1968 в Cerro El Roble, Чилі.